# 卡莱斯·延森
卡莱斯·延森（丹麥語：Charles Jensen，1885年12月24日—1920年6月5日），丹麦男子竞技体操运动员。他曾代表丹麦获得1912年夏季奥运会体操比赛男子团体自由式铜牌。他也参加了1908年夏季奥运会。